# Esteban Guerrieri
Esteban Guerrieri (Buenos Aires, 19 gennaio 1985) è un pilota automobilistico argentino, è stato vicecampione per due volte nella Indy Lights (nel 2011 e 2012) e nella Coppa del mondo turismo (2019).

## Carriera

### Gare in Monoposto
Dopo una carriera da giovanissimo in Kart è passato alle corse in monoposto correndo in diversi campionati della Formula Renault dal 2000 al 2004. In questo periodi Guerrieri ha vinto la Formula Renault Argentina nel 2000 e la Formula Renault 2000 Masters nel 2003, lo stesso anno è arrivato secondo nella Formula Renault 2.0 Italia.

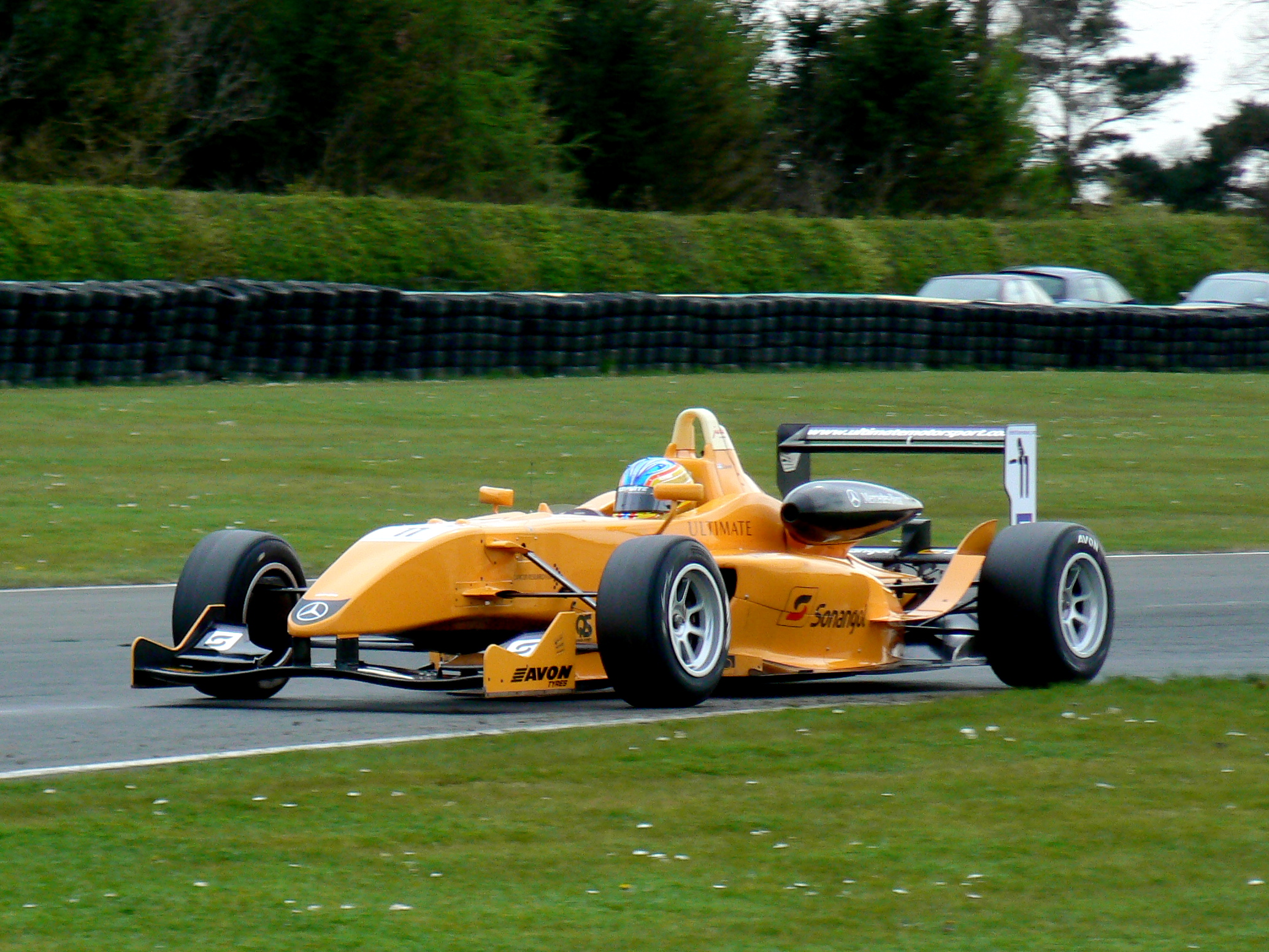
Esteban Guerrieri su una Formula 3 britannica nel 2008

Nel 2004 ha compiuto un grande passo, correndo nella Formula 3000 International legandosi al team BCN Competición, nei tre anni seguente ha corso nella Formula 3 Euro. Durante la sua esperienza in Formula 3 l'argentino ha gareggiato anche nel Masters di Formula 3 e nel Gran Premio di Macao. 
Nel 2009 partecipa a diversi round della Superleague Formula dove ottiene anche due vittorie, nel 2010 torna a correre una competizione della Formula Renault, la 3.5 Series dove ottiene sei vittorie e chiude terzo in classifica finale dietro a Michail Alëšin e il futuro pilota di Formula 1, Daniel Ricciardo.
Nel 2011 lascia le competizioni europee per correre negli Stati Uniti, con il team Sam Schmidt Motorsports partecipa alla Indy Lights. Nella sua prima stagione ottiene tre vittorie e chiude da vice campione dietro a Josef Newgarden, futuro due volte campione del IndyCar. L'anno seguente Guerrieri continua nella serie statunitense, ottiene altre tre vittorie ed finisce di nuovo al secondo posto, questa volta per soli otto punti da Tristan Vautier.
Dal 2013 Guerrieri lascia definitivamente le corse in monoposto per concertarsi sulle vetture Gran Turismo. L'argentino nel corso della sua carriera è stato anche vicino alla Formula 1, prima con la Toro Rosso e poi nel 2010 con la Virgin Racing.

### Turismo
Già nel 2009, in contemporanea con i suoi impegni in monoposto Guerrieri inizia a correre con vetture di Gran Turismo partecipando al campionato nazionale argentino, TC2000. Nel 2015 ottiene il suo miglior risultato nella serie diventandone vice campione. 
Nel 2016 esordisce nel Campionato del mondo turismo (WTCC) guidando la Chevrolet RML Cruze TC1 del team Campos Racing, l'anno seguente ottiene i suoi due primi successi nella competizione, ma a metà stagione lascia il team spagnolo per unirsi al team Honda Racing Team JAS con cui ottiene un'altra vittoria. 

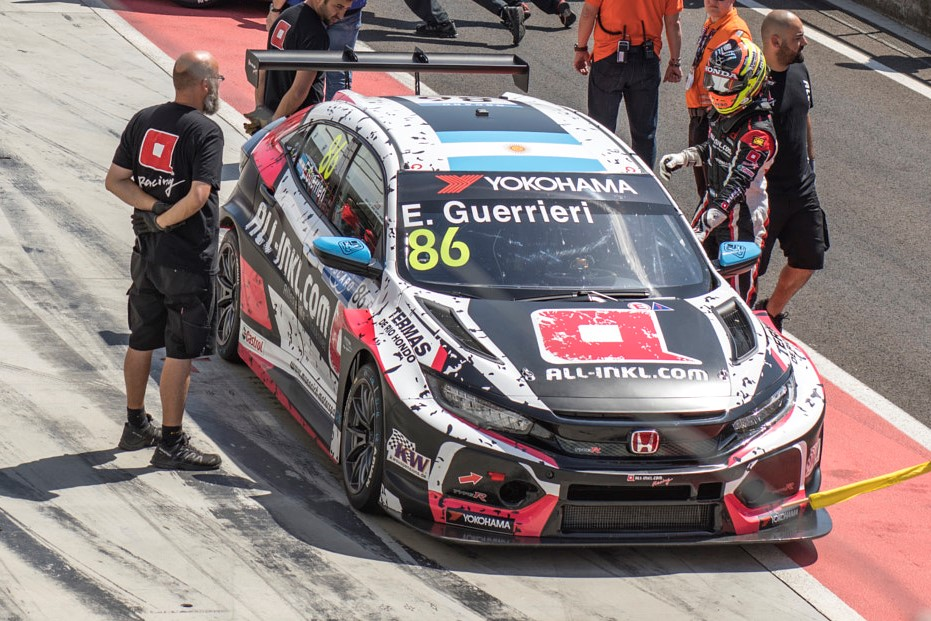
Esteban Guerrieri nel 2018 sulla Honda Civic Type R TCR

Nel 2018 viene cancellato il WTCC e al suo posto viene creata la Coppa del mondo turismo (WTCR), Guerrieri si unisce al team ALL-INKL.COM Münnich e porta in pista la Honda Civic Type R TCR. Durante la stagione ottiene due vittorie ed chiude terzo in classifica finale dietro al ex pilota di Formula 1 Gabriele Tarquini e Yvan Muller.
Nel 2019 Guerrieri ottiene quattro vittorie ma non bastano per vincere la serie, chiude da vice campione a ventidue punti da Norbert Michelisz. L'anno seguente, in una stagione condizionata dalla Pandemia di COVID-19, l'argentino ottiene altre quattro vittorie ma chiude solamente quarto in campionato distante quarantasei punti da Yann Ehrlacher, vincitore del campionato. Lo stesso anno partecipa e vince la 24 Ore del Nürburgring nella classe TCR. 
Il 2021 per Guerrieri è un anno senza vittorie nella Coppa del mondo turismo ed chiude sesto in campionato. Nota positiva per l'argentino è la chiamata dal team ByKolles Racing, diventano pilota di sviluppo insieme a Tom Dillmann della Vanwall LMH, la Le Mans Hypercar del team tedesco. Nel 2022 continua a correre nel WTCR con l'Honda Civic Type R TCR. In contemporanea è impegnato in vari test della Vanwall LMH su diversi circuiti d'Europa.
Per la stagione 2024 torna a tempo pieno nel rinominato TCR World Tour.

### Mondiale Endurance (WEC)

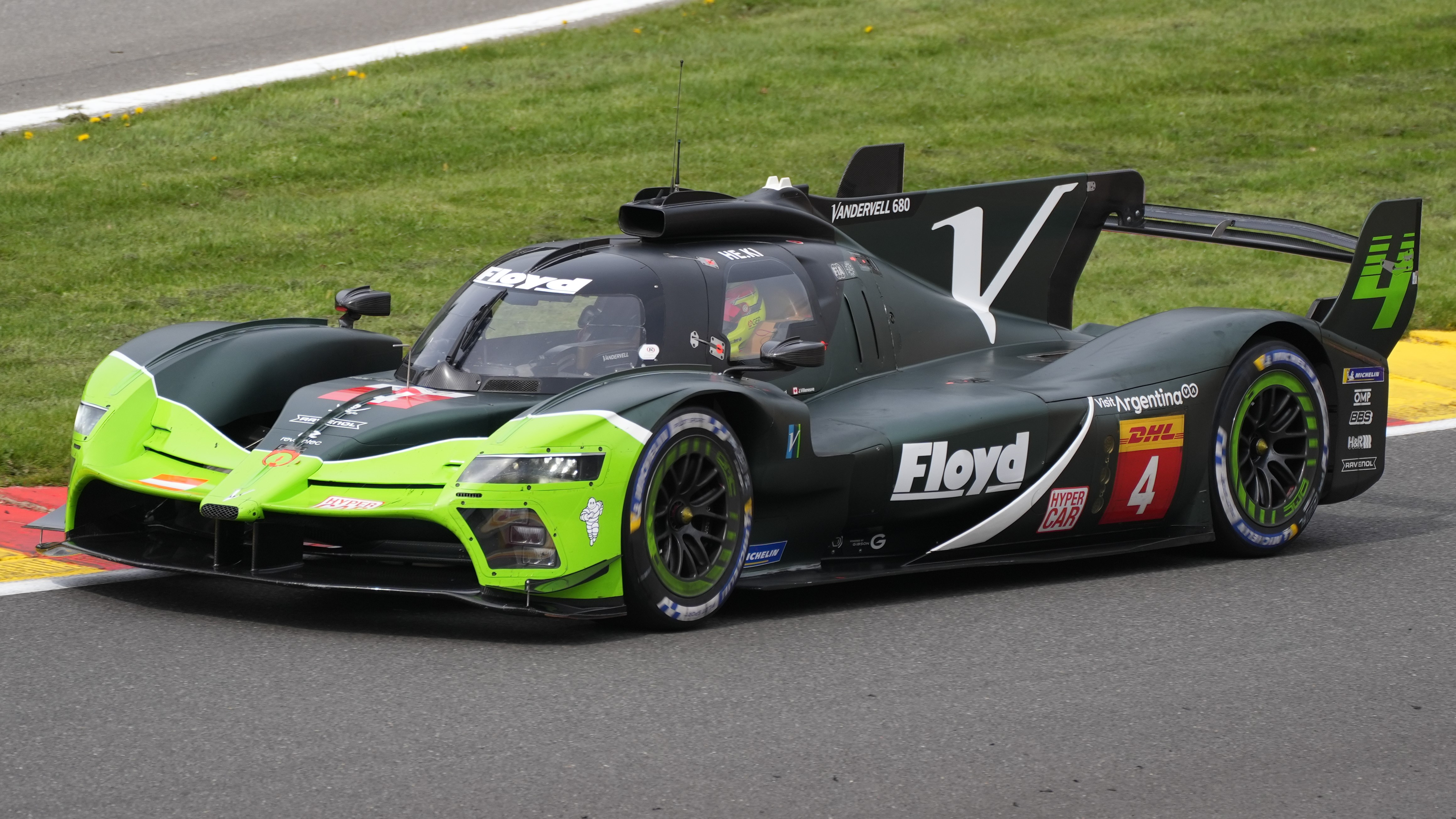
La Vanwall Vandervell 680 di Guerrieri durante la 6 ore di Spa 2023

Dopo due anni come collaudatore, per la stagione 2023 del WEC la rinominata Vanwall Vandervell 680 viene accettata nel campionato, Guerrieri viene scelto come pilota insieme a Dillmann e il campione del mondo di Formula 1, Jacques Villeneuve. Come miglior risultato ottengono l'ottavo posto nella 1000 Miglia di Sebring 2023, gara d'esordio della vettura. A fine stagione Guerrieri chiude sedicesimo in classifica.
Per la stagione 2024 il team Floyd Vanwall Racing Team non viene ammesso al WEC.

## Risultati

### Riassunto della carriera
| Stagione | Serie                          | Team                            | Gare                              | Vittorie                          | Pole                              | G.V                               | Podio                             | Punti                             | Pos.                              |
| -------- | ------------------------------ | ------------------------------- | --------------------------------- | --------------------------------- | --------------------------------- | --------------------------------- | --------------------------------- | --------------------------------- | --------------------------------- |
| 2000     | Formula Renault Argentina      | ?                               | 12                                | 2                                 | 3                                 | 1                                 | 6                                 | 115                               | 1°                                |
| 2001     | Formula Renault 2000 Eurocup   | Lucidi Motorsport               | 10                                | 0                                 | 0                                 | 0                                 | 1                                 | 54                                | 10°                               |
| 2002     | Formula Renault 2000 Germany   | Jenzer Motorsport               | 14                                | 4                                 | 1                                 | 0                                 | 6                                 | 222                               | 3°                                |
| 2002     | Formula Renault 2000 Eurocup   | Jenzer Motorsport               | 2                                 | 0                                 | 0                                 | 0                                 | 0                                 | 2                                 | 27°                               |
| 2003     | Formula Renault 2.0 Italia     | Cram Competition                | 12                                | 4                                 | 2                                 | 0                                 | 7                                 | 217                               | 2°                                |
| 2003     | Formula Renault 2000 Masters   | Cram Competition                | 8                                 | 3                                 | 2                                 | 3                                 | 4                                 | 124                               | 1°                                |
| 2003     | Formula Renault 2.0 Germany    | Cram Competition                | 2                                 | 0                                 | 0                                 | 0                                 | 0                                 | 30                                | 25°                               |
| 2004     | Formula 3000 International     | BCN Competición                 | 10                                | 0                                 | 0                                 | 0                                 | 1                                 | 28                                | 7°                                |
| 2004     | Formula Renault V6 Eurocup     | Cram Competition                | 2                                 | 0                                 | 0                                 | 0                                 | 0                                 | 2                                 | 26°                               |
| 2005     | Formula 3 Euro                 | Team Midland Euroseries         | 20                                | 0                                 | 0                                 | 1                                 | 0                                 | 12                                | 16°                               |
| 2005     | Masters di Formula 3           | Team Midland Euroseries         | 1                                 | 0                                 | 0                                 | 0                                 | 0                                 | N/A                               | NC                                |
| 2006     | Formula 3 Euro                 | Manor Motorsport                | 19                                | 2                                 | 2                                 | 1                                 | 6                                 | 58                                | 4°                                |
| 2006     | Masters di Formula 3           | Manor Motorsport                | 1                                 | 0                                 | 0                                 | 0                                 | 0                                 | N/A                               | 21°                               |
| 2007     | F3 britannica                  | Ultimate Motorsport             | 22                                | 0                                 | 0                                 | 0                                 | 0                                 | 46                                | 12°                               |
| 2007     | Formula 3 Euro                 | Ultimate Motorsport             | 2                                 | 0                                 | 0                                 | 0                                 | 0                                 | 0                                 | NC                                |
| 2007     | Masters di Formula 3           | Ultimate Motorsport             | 1                                 | 0                                 | 0                                 | 0                                 | 0                                 | 0                                 | 18°                               |
| 2007     | Formula Renault 3.5 Series     | Fortec Motorsport               | 2                                 | 0                                 | 0                                 | 0                                 | 0                                 | 0                                 | NC                                |
| 2007     | Gran Premio di Macao           | Signature Plus                  | 1                                 | 0                                 | 0                                 | 0                                 | 0                                 | N/A                               | 15°                               |
| 2008     | Formula Renault 3.5 Series     | Ultimate Signature              | 12                                | 1                                 | 2                                 | 0                                 | 2                                 | 62                                | 8°                                |
| 2008     | F3 britannica                  | Ultimate Motorsport             | 8                                 | 0                                 | 0                                 | 2                                 | 2                                 | 63                                | 12°                               |
| 2009     | Superleague Formula            | Al Ain                          | 2                                 | 1                                 | 0                                 | 0                                 | 1                                 | 135                               | 19°                               |
| 2009     | Superleague Formula            | Sevilla FC                      | 2                                 | 0                                 | 0                                 | 0                                 | 0                                 | 253                               | 9°                                |
| 2009     | Superleague Formula            | Olympiacos CFP                  | 6                                 | 1                                 | 1                                 | 1                                 | 2                                 | 300                               | 6°                                |
| 2009     | Formula Renault 3.5 Series     | RC Motorsport                   | 2                                 | 0                                 | 0                                 | 0                                 | 0                                 | 15                                | 19°                               |
| 2009     | TC 2000                        | Renault Lo Jack Team            | 3                                 | 0                                 | 0                                 | 0                                 | 0                                 | 0                                 | NC                                |
| 2010     | Formula Renault 3.5 Series     | ISR Racing                      | 14                                | 6                                 | 3                                 | 4                                 | 8                                 | 123                               | 3°                                |
| 2010     | Auto GP                        | Charouz-Gravity Racing          | 2                                 | 0                                 | 0                                 | 0                                 | 0                                 | 5                                 | 18°                               |
| 2010     | TC 2000                        | Toyota Team Argentina           | 1                                 | 0                                 | 1                                 | 1                                 | 1                                 | 0                                 | NC                                |
| 2011     | Firestone Indy Lights          | Sam Schmidt Motorsports         | 14                                | 3                                 | 6                                 | 3                                 | 6                                 | 459                               | 2°                                |
| 2011     | TC 2000                        | Toyota Team Argentina           | 1                                 | 1                                 | 1                                 | 1                                 | 1                                 | 0                                 | NC                                |
| 2012     | Firestone Indy Lights          | Sam Schmidt Motorsports         | 12                                | 3                                 | 0                                 | 1                                 | 9                                 | 453                               | 2°                                |
| 2013     | Top Race                       | Midas Racing Team               | 11                                | 0                                 | 0                                 | 0                                 | 1                                 | ?                                 | 10°                               |
| 2013     | Turismo Carretera              | Oil Competición                 | 14                                | 0                                 | 0                                 | 0                                 | 0                                 | 181                               | 32°                               |
| 2014     | Súper TC 2000                  | Toyota Team Argentina           | 13                                | 0                                 | 1                                 | 0                                 | 1                                 | 66                                | 16°                               |
| 2015     | Súper TC 2000                  | Toyota Team Argentina           | 12                                | 3                                 | 0                                 | 2                                 | 9                                 | 453                               | 2°                                |
| 2016     | WTCC                           | Campos Racing                   | 2                                 | 0                                 | 0                                 | 0                                 | 0                                 | 9                                 | 18°                               |
| 2016     | Súper TC 2000                  | Toyota Team Argentina           | 14                                | 1                                 | 0                                 | 0                                 | 2                                 | 111.5                             | 7°                                |
| 2017     | Súper TC 2000                  | Citroën Total Racing Team       | 20                                | 1                                 | 0                                 | 0                                 | 2                                 | 96.50                             | 11°                               |
| 2017     | WTCC                           | Campos Racing                   | 14                                | 2                                 | 0                                 | 3                                 | 3                                 | 241                               | 4°                                |
| 2017     | WTCC                           | Castrol Honda World Touring     | 6                                 | 1                                 | 1                                 | 1                                 | 2                                 | 241                               | 4°                                |
| 2018     | WTCR                           | ALL-INKL.COM Münnich Motorsport | 30                                | 2                                 | 0                                 | 1                                 | 6                                 | 267                               | 3°                                |
| 2018     | Stock Car Brasil               | HERO Motorsport II              | 4                                 | 0                                 | 0                                 | 0                                 | 0                                 | 13                                | 29°                               |
| 2018     | International GT Open          | Honda Racing Team JAS           | 1                                 | 0                                 | 0                                 | 0                                 | 0                                 | 9                                 | 26°                               |
| 2019     | WTCR                           | ALL-INKL.COM Münnich Motorsport | 30                                | 4                                 | 3                                 | 3                                 | 10                                | 349                               | 2°                                |
| 2020     | WTCR                           | ALL-INKL.COM Münnich Motorsport | 16                                | 4                                 | 2                                 | 0                                 | 5                                 | 188                               | 4°                                |
| 2020     | 24 Ore del Nürburgring - TCR   | Team Castrol Honda Racing       | 1                                 | 1                                 | 0                                 | 0                                 | 1                                 | N/A                               | 1°                                |
| 2021     | WTCR                           | ALL-INKL.COM Münnich Motorsport | 15                                | 0                                 | 1                                 | 0                                 | 3                                 | 164                               | 6°                                |
| 2021     | TCR South America Touring Car  | Squadra Martino                 | 2                                 | 0                                 | 1                                 | 0                                 | 1                                 | 41                                | 19°                               |
| 2021     | Campionato del mondo endurance | ByKolles Racing                 | Pilota di sviluppo / Collaudatore | Pilota di sviluppo / Collaudatore | Pilota di sviluppo / Collaudatore | Pilota di sviluppo / Collaudatore | Pilota di sviluppo / Collaudatore | Pilota di sviluppo / Collaudatore | Pilota di sviluppo / Collaudatore |
| 2022     | WTCR                           | ALL-INKL.COM Münnich Motorsport | 16                                | 0                                 | 0                                 | 1                                 | 2                                 | 149                               | 7º                                |
| 2022     | TCR South America Touring Car  | Squadra Martino                 | 1                                 | 1                                 | 0                                 | 0                                 | 1                                 | 76                                | 19°                               |
| 2022     | Campionato del mondo endurance | ByKolles Racing                 | Pilota di sviluppo / Collaudatore | Pilota di sviluppo / Collaudatore | Pilota di sviluppo / Collaudatore | Pilota di sviluppo / Collaudatore | Pilota di sviluppo / Collaudatore | Pilota di sviluppo / Collaudatore | Pilota di sviluppo / Collaudatore |

* Stagione in corso.

### Vittorie nel WTCR e WTCC
| #  | Anno | Evento                        | Team                  | Auto                    |
| -- | ---- | ----------------------------- | --------------------- | ----------------------- |
| 1  | 2017 | FIA WTCC Race del Marocco     | Campos Racing         | Chevrolet RML Cruze TC1 |
| 2  | 2017 | FIA WTCC Race della Cina      | Campos Racing         | Chevrolet RML Cruze TC1 |
| 3  | 2017 | FIA WTCC Race del Qatar       | Honda Racing Team JAS | Honda Civic WTCC        |
| 4  | 2018 | FIA WTCR Race della Germania  | ALL-INKL.COM Münnich  | Honda Civic Type R TCR  |
| 5  | 2018 | FIA WTCC Race di Macao        | ALL-INKL.COM Münnich  | Honda Civic Type R TCR  |
| 6  | 2019 | FIA WTCC Race del Marocco     | ALL-INKL.COM Münnich  | Honda Civic Type R TCR  |
| 7  | 2019 | FIA WTCR Race dei Paesi Bassi | ALL-INKL.COM Münnich  | Honda Civic Type R TCR  |
| 8  | 2019 | FIA WTCR Race del Giappone    | ALL-INKL.COM Münnich  | Honda Civic Type R TCR  |
| 9  | 2019 | FIA WTCR Race di Sepang       | ALL-INKL.COM Münnich  | Honda Civic Type R TCR  |
| 10 | 2020 | FIA WTCR Race della Germania  | ALL-INKL.COM Münnich  | Honda Civic Type R TCR  |
| 11 | 2020 | FIA WTCR Race del Hungheria   | ALL-INKL.COM Münnich  | Honda Civic Type R TCR  |
| 12 | 2020 | FIA WTCR Race del Hungheria   | ALL-INKL.COM Münnich  | Honda Civic Type R TCR  |
| 13 | 2020 | FIA WTCR Race d' Aragona      | ALL-INKL.COM Münnich  | Honda Civic Type R TCR  |

### Campionato del mondo endurance
| Anno    | Squadra                   | Classe   | Vettura                | SEB | ALG | SPA | LMS | MON | FUJ | BHR | Punti | Pos. |
| ------- | ------------------------- | -------- | ---------------------- | --- | --- | --- | --- | --- | --- | --- | ----- | ---- |
| 2023    | Floyd Vanwall Racing Team | Hypercar | Vanwall Vandervell 680 | 8   | Rit | Rit | Rit | 12  | 11  | 12  | 6     | 16°  |
| Legenda |                           |          |                        |     |     |     |     |     |     |     |       |      |

* Stagione in corso.